# De hut van oom Tom (stripverhaal)
De hut van oom Tom is het 8ste album in de stripreeks van W817. Het scenario is geschreven door Hec Leemans en het album is getekend door Luc Van Asten en Wim Swerts. De strip werd in 2005 uitgegeven door Standaard Uitgeverij.

## Het verhaal
Tom wil beginnen aan een nieuw boek. Hij vindt echter nergens een geschikte plaats waar hij in alle rust en stilte aan zijn boek kan werken. Wanneer er een brief voor hem van een oude bekende uit Polynesië komt, beslist hij daarnaartoe te vertrekken. Ook de anderen gaan op reis om als vakantiejob te helpen bij de heropbouw na de tsunami. Echter, niet alles loopt zoals het zou moeten.

## Hoofdpersonages
- Jasmijn De Ridder
- Akke Impens
- Zoë Zonderland
- Carlo Stadeus
- Birgit Baukens
- Tom Derijcke
- Steve Mertens

## Gastpersonages
- Thomas de Rycke
- Donderdag
- Oude Maurice
- Ouma

## Trivia
- De datum van het vertrek naar Zuidoost-Azië om daar te helpen met de heropbouw na de tsunami, valt op de 26ste. Dit is dezelfde datum als de tsunami zelf.